# Upplands runinskrifter 581
Upplands runinskrifter 581, Nånöstenen, är en runsten av ljusgrå granit i Nånö, Estuna socken och Norrtälje kommun. Eventuellt är stenen vikingatida och eventuellt en sen efterbildning av en runsten. Runstenen är 1,95 meter hög och 0,4-0,7 meter bred. Den är grovt huggen med varierande runhöjd.
Det är oklart dels hur gammal U 581 är och dels om det är en nonsensinskrift eller om inskriften har en mening. Enligt Upplands runinskrifter har den som ristat U 581 saknat kunskap om runor och runristning. Erik Brate däremot tyckte sig urskilja en innebörd i ristningen, nämligen: "Sibbe reste stenen efter Gumme, sin fader. Osel högg."